# 英國海外航空911號班機空難
英國海外航空公司911號航班（BOAC Flight 911，Speedbird 911）在當時是該公司的一個西向環球航線的飛行班次。
1966年3月5日，一架該公司的波音707-436由當時45歲，出身自多實郡的機長伯纳德·多布森駕駛，他自1960年11月起開始駕駛波音707，為該機種的資深機長。
這架註冊編號為G-APFE的波音707-436當時自日本羽田機場起飛準備繼續其飛往香港的航段，在起飛之後沒多久因為捲入亂流機身強度無法負荷而導致機身解體並墜毀於富士山麓，全機113名乘客以及11名機員全數在這場空難中喪生；在113名乘客之中包括了一個來自美國，人數有75人的冷王公司旅遊團，75人之中包括了26對夫妻，他們的喪生留下了63位孤兒。
這場空難事件是當時在一個月內發生在日本東京的一連串空難事件中的第三宗。在2月4日，一架全日空的波音727國內線班機在降落時墜毀於東京灣造成133人死亡；而就在911航班空難發生的24小時之前，一架加拿大太平洋航空公司的DC-8客機在降落於羽田機場之前墜毀在跑道上，造成了全機72人中64人死亡。

## 相關事件
事發前不到24小時，加拿大太平洋航空402號班機在羽田機場墜毀。911號班機起飛前，前一天失事的DC-8殘骸仍在冒煙，不久後911號班機即在空中解體。
第五部占士邦系列影片《鐵金剛勇破火箭嶺》的製作人員（包括艾伯特·布洛克里等人）原定乘坐911號班機，但為觀看一場忍者表演，在最後時刻退票，從而逃過一劫。

## 外部連結
- YouTube上的BOAC Flight 911 Last Takeoff
- Airliners.Net - 空難的飛機 （页面存档备份，存于）
- Pilotfriend.Com - 關於此次空難的文章 （页面存档备份，存于）
- PlaneCrashInfo.Com - BOAC Flight 911 資料 （页面存档备份，存于）
- AirDisaster.Com - BOAC Flight 911 墜毀後照片